# Instytut Filologii Uniwersytetu Pomorskiego w Słupsku
Instytut Filologii Akademii Pomorskiej w Słupsku – jedna z 10 jednostek dydaktycznych Akademii Pomorskiej w Słupsku.

## Historia
Instytut Filologii powstał w 2019 roku wskutek reorganizacji uczelni, w wyniku połączenia dwóch Instytutów: Instytutu Neofilologii oraz Instytutu Polonistyki.

## Kierunki kształcenia
Dostępne kierunki:

### Filologia angielska
- Filologia angielska (nauczycielska) (studia I i II stopnia)
- Filologia angielska - komunikacja w mediach (studia I stopnia)
- Filologia angielska - translatoryczna (studia I i II stopnia)
- Filologia angielska - komunikacja interkulturowa (studia II stopnia)

### Filologia germańska
- Filologia germańska (nauczycielska) (studia I i II stopnia)
- Filologia germańska - język niemiecki w biznesie i turystyce (studia I i II stopnia)

### Filologia polska
- Filologia polska (nauczycielska) (studia I i II stopnia)
- Kultura współczesna (studia II stopnia)
- Nauczycielska z elementami diagnozy logopedycznej (studia I stopnia)
- Wydawniczo-redaktorska (studia I stopnia)

### Filologia rosyjska
- Filologia rosyjska - język rosyjski w biznesie i turystyce (studia I i II stopnia)
- Filologia rosyjska – literacko-przekładoznawcza (studia I stopnia)
- Filologia rosyjska z językiem angielskim (studia I i II stopnia)
- Русская филология с обучением польскому языку как иностранному (studia I stopnia)

## Struktura organizacyjna

### Katedra Filologii Polskiej
Kierownik: dr Marek Kaszewski
- Zakład Historii i Teorii Literatury
- Zakład Językoznawstwa i Edukacji Polonistycznej
- Zakład Antropologii Kultury i Badań Kaszubsko-Pomorskich

### Katedra Filologii Angielskiej
Kierownik: dr Marta Gierczyńska-Kolas
- Zakład Językoznawstwa Stosowanego
- Zakład Literaturoznawstwa, Komunikacji i Mediów
- Zakład Dydaktyki i Praktycznego Nauczania Języka Angielskiego
- Laboratorium Nowoczesnych Metod Lingwistyki Stosowanej

### Katedra Neofilologii
Kierownik: dr Grażyna Lisowska
- Zakład Filologii Germańskiej
- Zakład Filologii Rosyjskiej

## Władze Instytutu
W roku akademickim 2019/2020:
| Stanowisko                                                                  | Imię i nazwisko                     |
| --------------------------------------------------------------------------- | ----------------------------------- |
| Dyrektor                                                                    | dr hab. Krystyna Krawiec-Złotkowska |
| Zastępca Dyrektora ds. Naukowych i Ewaluacji dyscypliny: Językoznawstwo     | dr hab. Adriana Biedroń             |
| Zastępca Dyrektora ds. Naukowych i Ewaluacji dyscypliny: Literaturoznawstwo | dr hab. Bernadetta Żynis            |
| Kierownik Katedry Filologii Polskiej                                        | dr Marek Kaszewski                  |
| Kierownik Katedry Neofilologii                                              | dr Grażyna Lisowska                 |
| Kierownik Katedry Filologii Angielskiej                                     | dr Marta Gierczyńska-Kolas          |